# 邦德萨
邦德萨（法語：Ban-de-Sapt，法語發音：[bɑ̃ də sa] ⓘ）是法国大东部大区孚日省的一个市镇，位于该省东北部，孚日圣迪耶市区东北，属于孚日圣迪耶区和孚日圣迪耶城市圈公共社区。

## 地理
邦德萨（48°20'34"N, 7°0'50"E）面积22.66 平方千米，位于法国大東部大區孚日省，该省份为法国东北部内陆省份，北起默兹省和默尔特-摩泽尔省，西接上马恩省，南至上索恩省和贝尔福地区省，东临上莱茵省和下莱茵省。
与邦德萨接壤的市镇（或旧市镇、城区）包括：梅尼勒德瑟诺讷、穆瓦延穆捷、奈蒙莱福斯、小福斯、孚日圣迪耶、圣让多尔蒙、沙塔、德尼派尔、大福斯。
邦德萨的时区为UTC+01:00、UTC+02:00（夏令时）。

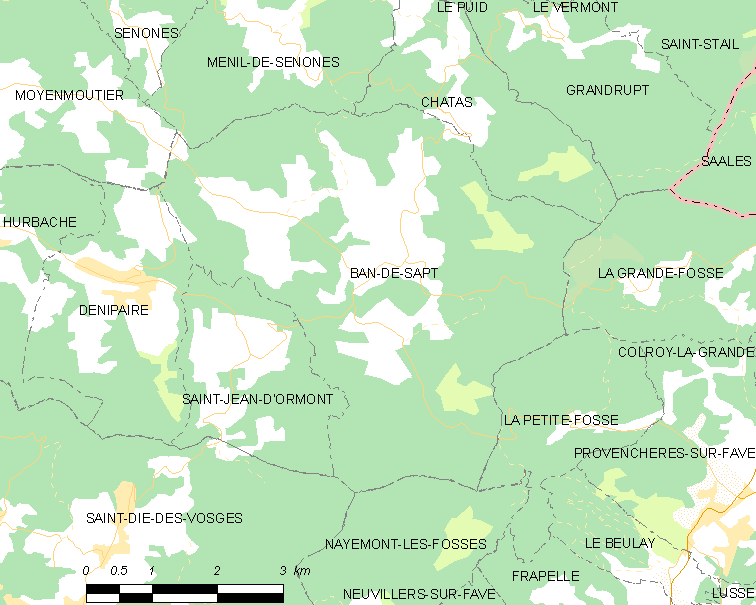
邦德萨的OSM定位图

## 行政
邦德萨的邮政编码为88210，INSEE市镇编码为88033。

## 政治
邦德萨所属的省级选区为拉翁莱塔普县。

## 交通
孚日省省道D32线、D45线和D49线在境内交汇。

## 人口

1962-2008年间邦德萨人口变化图示

邦德萨于2022年1月1日时的人口数量为358人。